# Grabados rupestres de Sídney

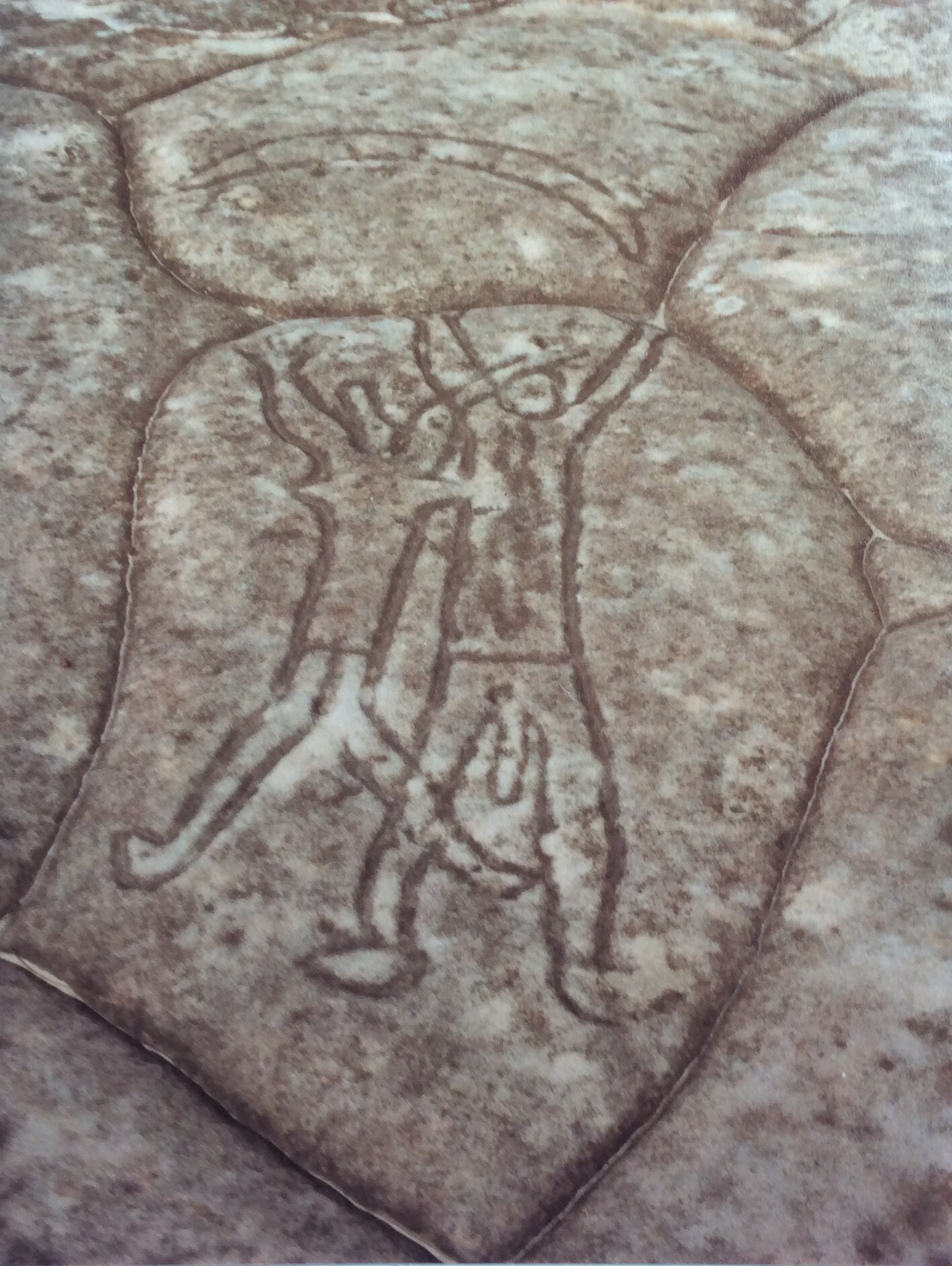
Petroglifo de bailarines masculinos y femeninos, en el Parque nacional Ku-ring-gai Chase.

Los grabados rupestres de Sydney, o arte rupestre de Sydney, son una forma de arte rupestre aborigen australiano en la arenisca de los alrededores de Sídney, Nueva Gales del Sur, Australia, que consiste en imágenes cuidadosamente dibujadas de personas, animales o símbolos. Se sabe que existen muchos miles de estos grabados en la región de Sídney, aunque los lugares donde se encuentran la mayoría de ellos, no se publican para evitar los daños causados por el vandalismo y para conservar su «santidad», ya que los australianos indígenas siguen considerándolos lugares sagrados. En la cuenca de Sídney hay dos entornos artísticos, refugios de roca y sitios de grabado.
Hay 1500 piezas de arte aborigen en Sídney, más de la mitad de las cuales contienen arte rupestre, y alrededor de 1500 cuevas o refugios que contienen depósitos culturales. Son comparables con los petroglifos de los nativos americanos y con el arte rupestre que se encuentra en otros lugares de Australia, pero tienen su propio estilo distintivo que es bastante diferente del que se encuentra en cualquier otro lugar de Australia. El arte de Sídney data de alrededor de 5000 años a. C., con algunos posiblemente tan antiguos como de unos 7000 años a. C., y se encuentra predominantemente en el Consejo Ku-ring-gai, la Bahía de Sídney y las  Montañas Azules.

## Orígenes

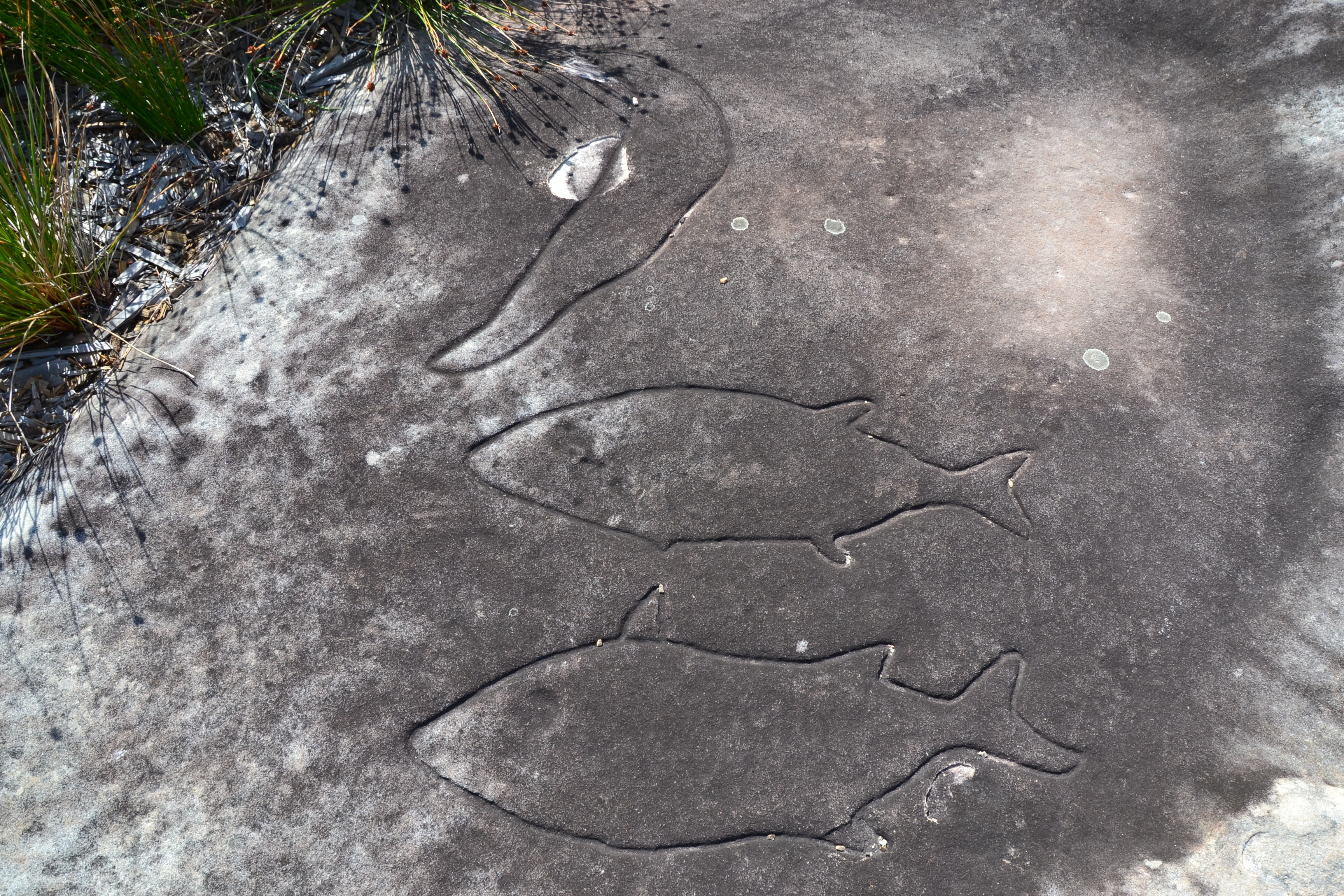
Grabados de ballenas en Bondi (Nueva Gales del Sur).

Los grabados fueron realizados por los aborígenes australianos que han vivido en la región de Sídney desde hace unos 30 000 años hasta la actualidad. La datación por radiocarbono sugiere que la actividad humana comenzó a producirse en esa zona hace unos 30.735 años. Sin embargo, en los sedimentos de grava del oeste se encontraron numerosas herramientas de piedra aborígenas que fueron datadas entre 45.000 y 50.000 años antes de Cristo, lo que indicaría que hubo asentamientos humanos en Sídney antes de lo que se pensaba.
Los grabados no se pueden datar directamente con los métodos arqueológicos contemporáneos, por lo que es necesario utilizar la datación indirecta, son de un estilo conocido como «figurativo simple», que la arqueología formulativa data de alrededor del 3000 y 4000  a. C., y que es contemporáneo del periodo neolítico en Eurasia. Otros grabados muestran barcos de vela europeos, por lo que no pueden tener más de unos 200 años de antigüedad. Es probable que algunos de los grabados mejor conservados representen la parte más tardía de ese período, mientras que los más gastados representan la parte más temprana. Sin embargo, la situación se complica por el hecho de que los grabadoss fueron a veces «ranurados» durante las ceremonias.
Algunas de estas obras parecen mostrar a tilacinas y otros mamíferos que se han extinguido en la región desde hace muchos miles de años y, por lo tanto, pueden ser presumiblemnte tan antiguas. En apoyo de esto, es cierto que el arte rupestre de otros lugares —por ejemplo, el Parque nacional Kakadu— muestra animales extintos, y por lo tanto debe tener decenas de miles de años de antigüedad. Sin embargo, por el momento (siglo XXI), no hay evidencias sólidas para apoyar estas afirmaciones en el arte rupestre de Sídney.

## Método de creación
El examen de los surcos muestra que fueron hechos en varias etapas:
- Presumiblemente, se dibujo un bosquejo de contorno raspado en la superficie de la roca.
- Luego se hizo una serie de agujeros a lo largo de la línea, usando una piedra o concha puntiaguda, lo cual es posible porque la arenisca de la Cuenca de Sídney es relativamente blanda.
- Finalmente, los agujeros se unieron frotando una piedra afilada a lo largo de la línea.

Esto da como resultado una ranura en forma de U que suele tener unos 2 centímetros de profundidad y 2 centímetros de ancho. Se distingue fácilmente de las ranuras naturales de la arenisca, que suelen tener forma de V, de las ranuras modernas hechas con herramientas de acero, que suelen ser más estrechas y profundas, y tienen una sección cuadrada.
Los surcos se mantenían a menudo «re-grabando» durante las ceremonias, lo que complica los intentos de datarlos.

## Utilización
Si bien su propósito no se conoce definitivamente, se pueden hacer algunas conjeturas por analogía con la cultura de otros grupos indígenas que sobrevivieron hasta los tiempos modernos. Algunos lugares pueden haber sido «sitios de aumento», donde se celebraba una ceremonia para aumentar la disponibilidad de una fuente de alimento como los canguros o los peces. Se cree que la mayoría de los sitios que representan animales son de este tipo.
Otro grupo de sitios pueden haber sido donde se celebraban ceremonias de iniciación, para celebrar y facilitar la transición de un niño a la madurez. En otras partes de Australia, sabemos que una ceremonia de iniciación a menudo involucra un camino ceremonial desde la infancia hasta la madurez, y por lo tanto las líneas de escalones, o mundos, pueden indicar sitios de iniciación. Otros sitios muestran «Héroes culturales» o «Seres ancestrales» de la mitología aborigen australiana  como Baiame, que tiene un tocado a rayas y a menudo un cuerpo a rayas, y Daramulan (héroe-creador) que tiene un gran pie zambo y pudo proceder de un emú.
Algunos sitios también muestran evidencia de astronomía aborigen, ya que los modelos de la roca se parecen a los de la Vía Láctea y esto puede haber sido una realizado como una guía astrológica. También debe reconocerse que los sitios de aumento, los sitios de iniciación, los sitios de héroes culturales y los sitios astronómicos no son necesariamente distintos, y un lugar puede entrar en cualquiera o en todas estas categorías.

## Temas
Los sitios aborígenes de grabado rupestre suelen contener imágenes de seres espirituales sagrados, figuras míticas de héroes ancestrales, diversos animales endémicos, peces y muchas huellas. Alrededor de los grabados en roca hay sitios de entierro, cuevas, áreas de matrimonio, áreas de hombres, áreas de mujeres, áreas de partos, lugares de Køkkenmødding («basurero»), sitios de disposición de piedras y de fabricación de herramientas.
Les McLeod, un guía indígena local de Hawkesbury declaró: «Muchos aborígenes están convencidos que fueron creados a partir de animales, aquí hay grabados de walabíes, peces y emús». «La arenisca de Sídney es fácil de grabar pero también fácil de desvanecerse. El pueblo Guringai habría visitado un par de veces al año los lugares de los grabados, para volver a regrabarlos». En alguna pequeña cueva a la orilla del agua, hay plantillas de manos de color ocre de un grupo de hombres de Guringai y de una huella de mano más pequeña, o sea de un menor. Las plantillas habrían sido una forma de hacer saber a los demás miembros del clan que esta cueva o saliente era un lugar seguro para habitar. Las pinturas rupestres de un pez justo por encima de la línea de flotación indicaban a los demás que se podían encontrar peces en esta zona. La mayoría (97%) de los motivos grabados son realizados únicamente con su contorno. Los únicos rellenados sistemáticamente son los héroes culturales, que suelen estar decorados con varias líneas de puntos picados.

### Características
Los refugios con arte se caracterizan por el arte de las plantillas o el carbón. La plantilla se crea mezclando ocre en la boca y luego hecha una pasta húmeda, que se pulveriza sobre el objeto que se va a estar pintando en la pared del refugio. Otras formas de arte son las pinturas ocres, los dibujos al carbón y los grabados. Las ilustraciones de pintura rupestre suelen incluir humanos, canguros, emús, equidnas, patrones de cuadrículas, huellas de animales, bumeránes, hachas, plantillas de mano, entre otros. El negro es el color más utilizado en Sídney, representando el 46,2% del arte de los pigmentos. Le siguen el blanco (34,6%), el rojo (16,6%) y el amarillo (2,8%). También hay una serie de surcos o ranuras de rectificado situadas en toda la zona general de Sídney. Los lugares de enterramiento están presentes en dicha región, y muchos de ellos se han encontrado en los últimos años en los basureros y en los refugios.
Los grabados generalmente representan peces, animales, humanos, artefactos de madera y seres mitológicos. Las canteras de piedra son sitios donde los aborígenes acumulan tipos de piedra para la fabricación de herramientas, artículos ceremoniales y sagrados. La mayoría de las finas escamas de piedra y herramientas recuperadas en el área local habrían sido comercializadas de otras áreas como la costa norte, Valle de Hunter y el río Nepean. Los pozos excavados en la región de Sídney fueron utilizados por la tribu local para afilar herramientas y también como fuente de agua potable.

### Frecuencia de los motivos
Se estudiaron un total de 7.804 motivos o temas de los 717 sitios de grabado, con un enfoque destacado en las huellas, seguido de una predilección por los animales marinos y terrestres, los modelos antropomórficos y los elementos culturales.

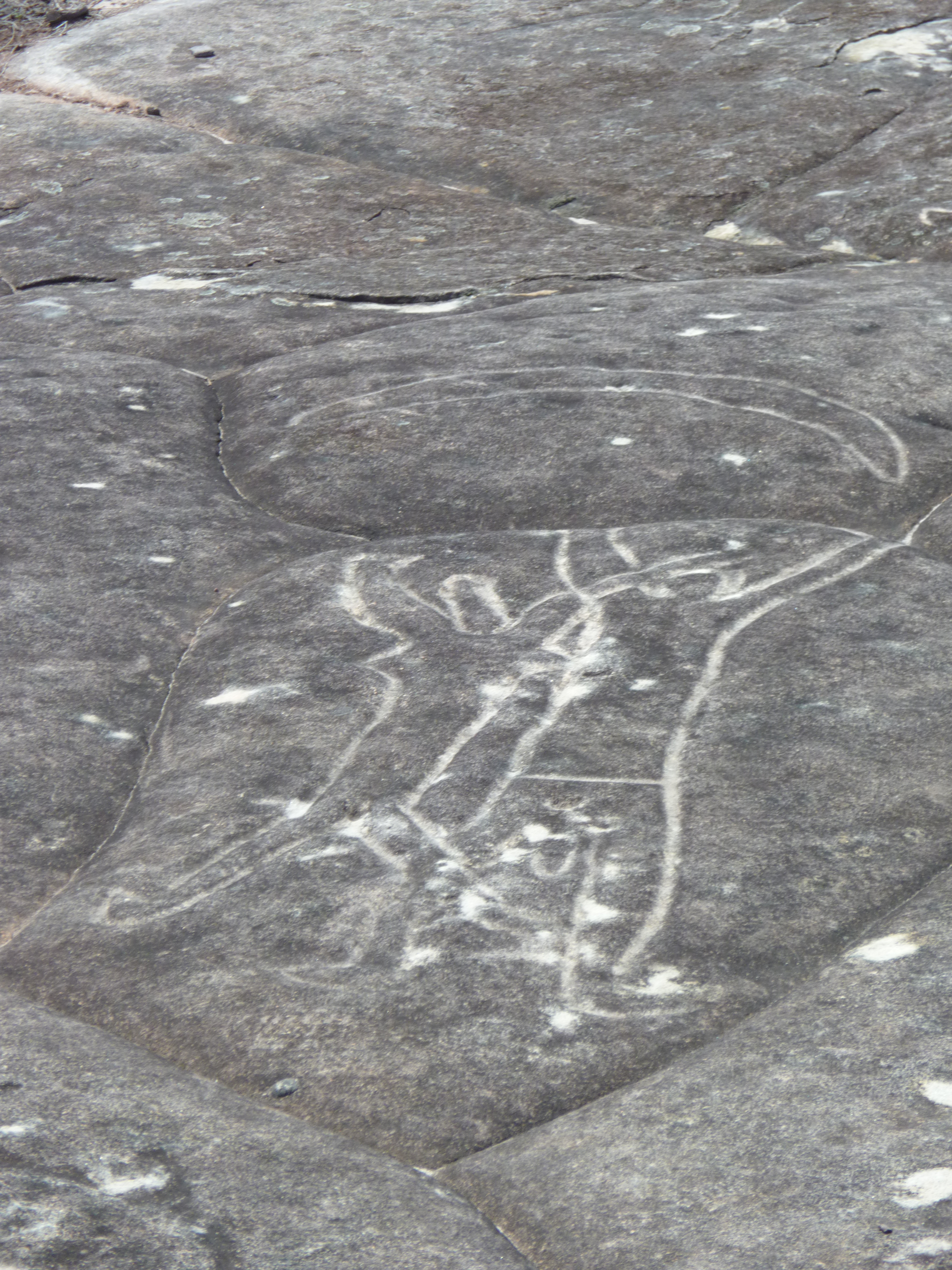
Hombre y mujer.

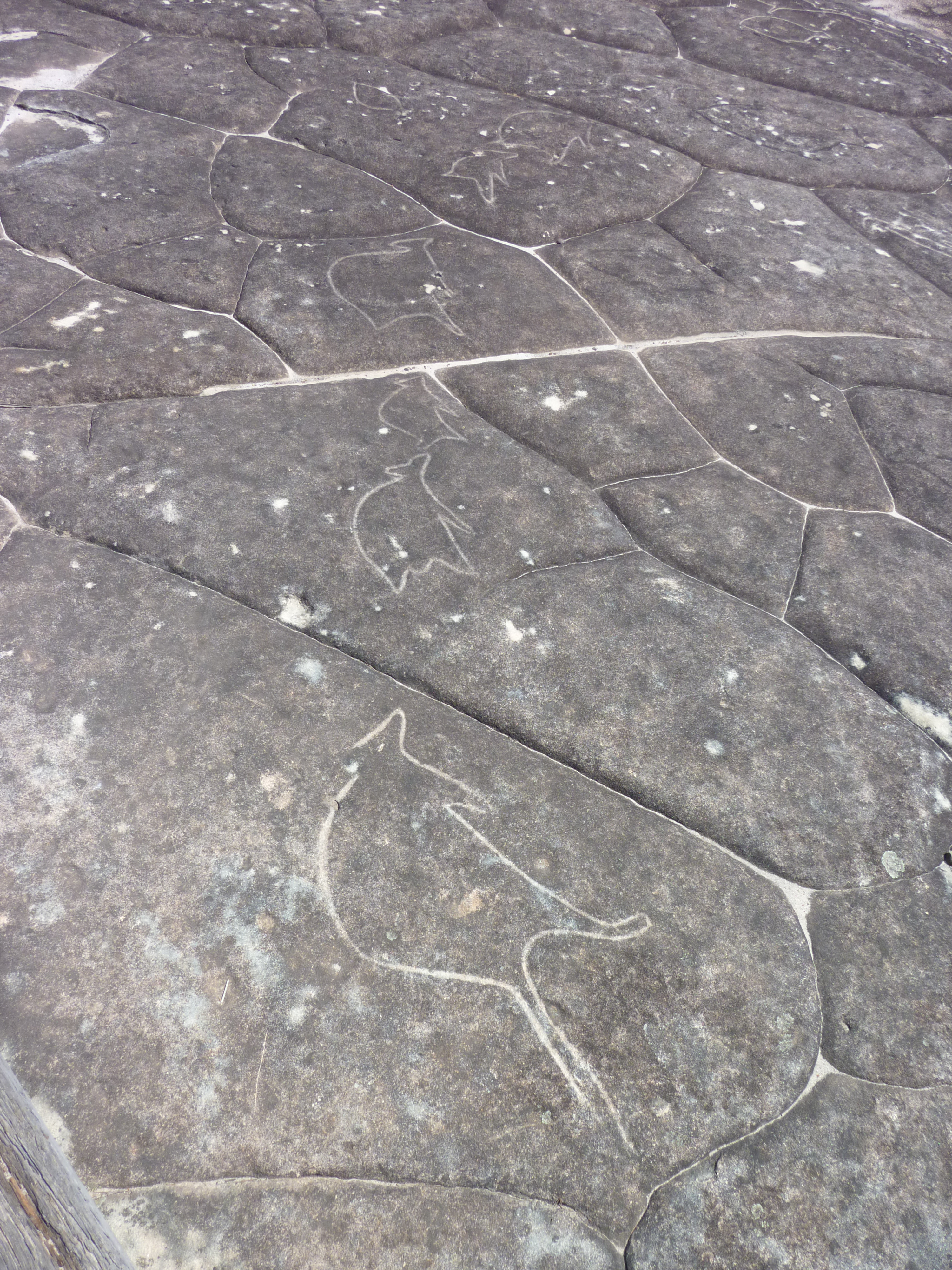
Grupo de canguros.

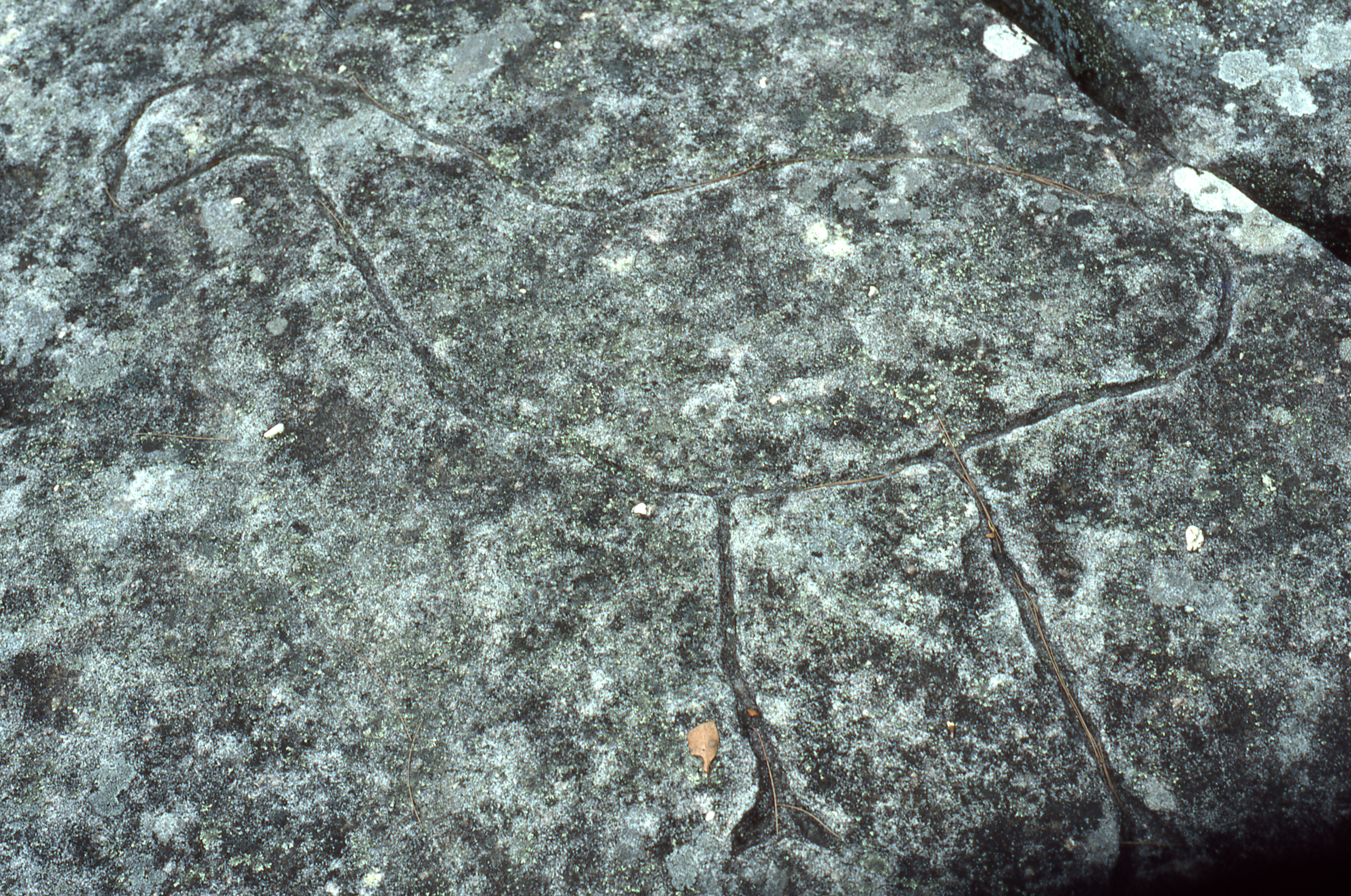
Grabado de un emú.

| Tema | Tema                      | Frecuencia % |
| ---- | ------------------------- | ------------ |
| 1    | Hombre                    | 5.4          |
| 2    | Mujer                     | 1.0          |
| 3    | Antropomorfo              | 2.3          |
| 4    | Perfil antropomorfo       | 0.9          |
| 5    | Héroe cultural            | 0.5          |
| 6    | Macropod                  | 7.0          |
| 7    | Serpiente                 | 0.7          |
| 8    | Otros animales terrestres | 4.0          |
| 9    | Emú                       | 0.9          |
| 10   | Otros pájaros             | 2.1          |
| 11   | Peces                     | 11.6         |
| 12   | Anguila                   | 2.3          |
| 13   | Ballena                   | 1.3          |
| 14   | Otros animales marinos    | 2.0          |
| 15   | Protección                | 3.0          |
| 16   | Bumerán                   | 3.9          |
| 17   | Hacha                     | 0.6          |
| 18   | Otros objetos materiales  | 2.8          |
| 19   | No identificado, abierto  | 6.1          |
| 20   | No identificado, cerrado  | 9.1          |
| 21   | Mano                      | 0.2          |
| 22   | Pie humano                | 17.4         |
| 23   | Huella de canguro         | 2.4          |
| 24   | Huella de aves            | 7.0          |
| 25   | Círculo                   | 3.9          |
| 26   | Complejo no figurativo    | 0.9          |
| 27   | Motivo de contacto        | 0.5          |

## Sitios
Hay aproximadamente 2000 sitios de grabados rupestres, los cuales están usualmente localizados en superficies muy elevadas, lisas y planas. Más de la mitad de los sitios de grabado (55.9%) están ubicados en las crestas. Las ubicaciones en laderas son las más frecuentes (41.2%), mientras que los fondos de los valles son comparativamente raros (2.8%). La distancia promedio al agua potable de cualquier sitio de grabado en la región es de 650 m. y la distancia máxima es de aproximadamente 3 km. La distancia mínima es de 2 m. (pozos o riachuelos de roca).
El arte rupestre dentro de Sídney se encuentra en estos lugares:

### Sídney

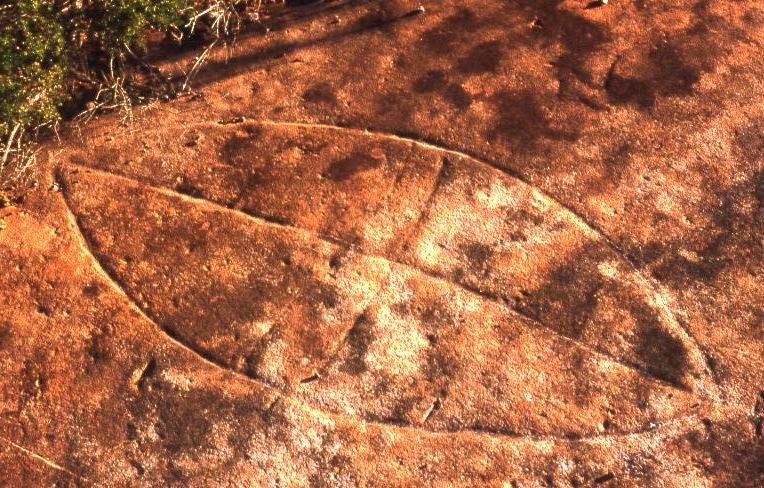
Talla aborigen cerca de la Bahía Bantry del Parque nacional Garigal.

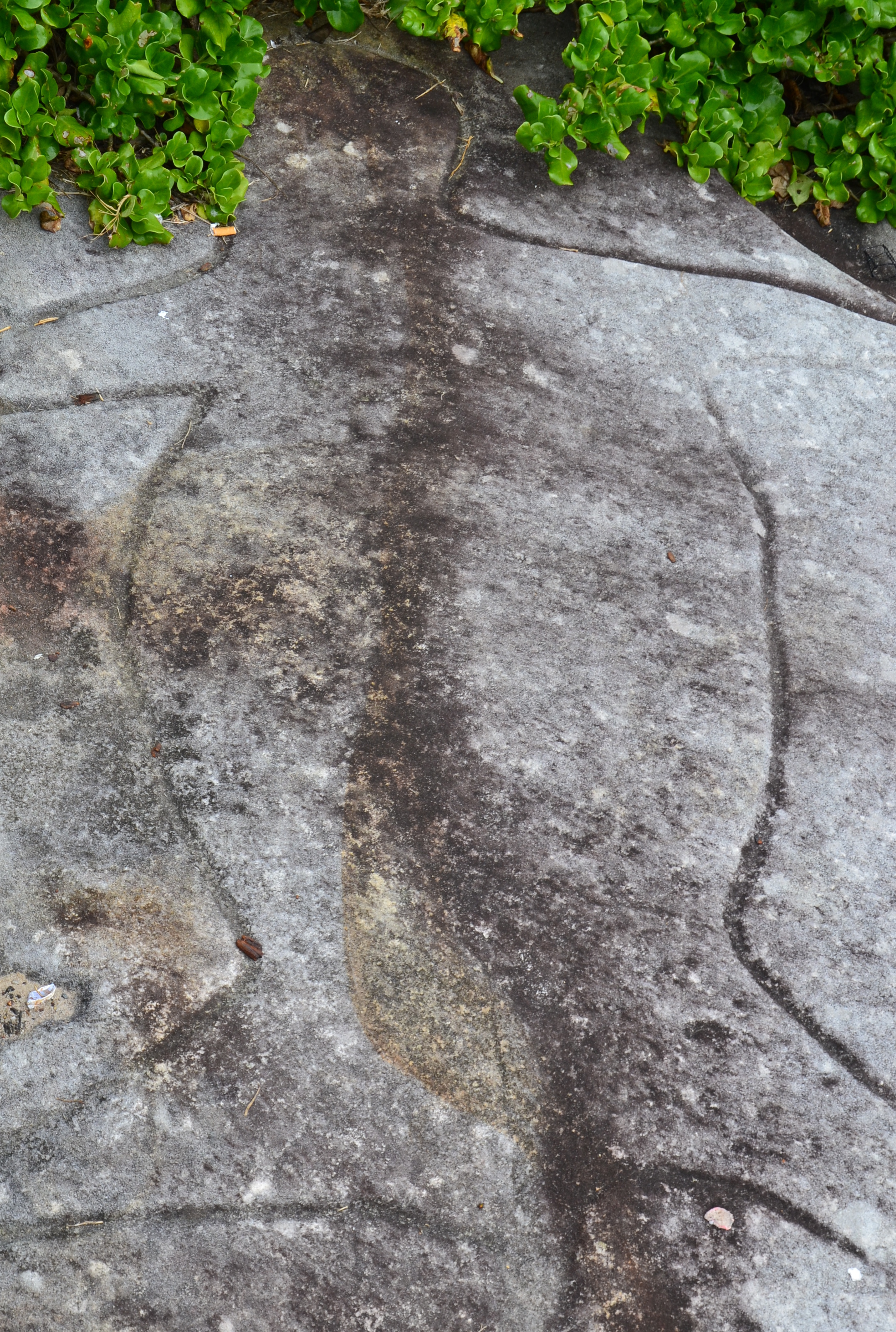
Grabado de lo que se cree una tortuga en Bondi Beach.

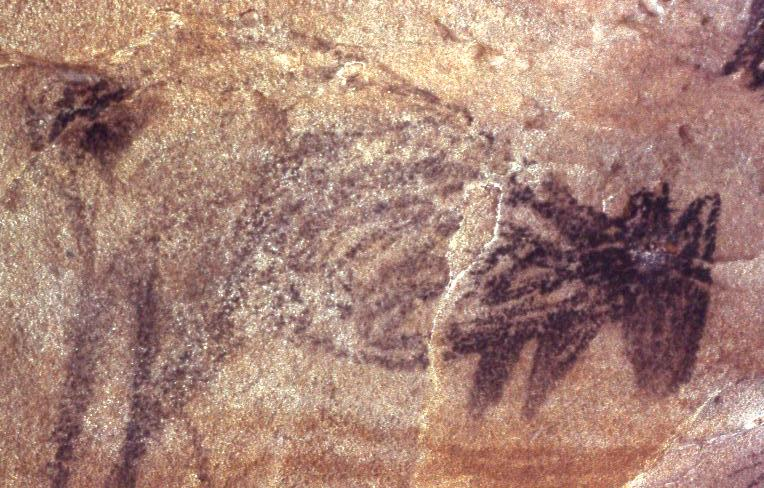
Dibujo de carbón aborigen a lo largo de Myuna Creek

- Bahía Bantry en el Parque nacional Garigal, Bahía de Sídney —extenso sitio de grabado que presenta una amplia gama, incluyendo animales, personas, símbolos y una ballena—.
- Tallas de rocas del norte de Bondi en la Bondi Beach —incluye grabados de humanos, tiburones, peces, ballenas y una tortuga—.
- Allambie Heights, un barrio al norte de Sídney —cuenta con una ballena y muchos grabados más pequeños—.
- Parque nacional Heathcote, al sur de Sídney. Se conocen varios lugares, al oeste de la ruta Bullawarring Track, adyacente a una cueva de ocupación, además de un grupo de dibujos al carbón junto a Myuna Creek.[19]
- Grotto Point en Dobroyd Head en los suburbios del norte —un sitio de grabado bien mantenido dentro del área metropolitana de Sídney, con muchos grabados—
- Reserva de Balls Head en Port Jackson —sitios de arte, basureros y un prominente petroglifo de una criatura marina—.
- Tamarama —gran grabado de un tiburón y un pez—.
- Aguas de Berowra al norte de Sídney —contiene una roca vertical con un complejo tallado—.
- Terrey Hills —un emú solitario en una cornisa—.
- Parque nacional Ku-ring-gai Chase, al norte de Sídney —contiene muchos sitios, especialmente los que se encuentran a lo largo del Sendero de la Cuenca, el Sendero del Echidna, el Sendero de Cowan y el Sendero de la Mano Roja—.
- Reserva natural de Muogamarra, área del río Hawkesbury —contiene numerosos sitios que incluyen esculturas y surcos de molienda—.

### Montañas Azules
- Faulconbridge —tres emús, algunos mundos y surcos de molienda de hachas—.
- Lawson —un único canguro en una roca—.
- Sitio aborigen de Kings Tableland, Wentworth Falls —una loma rocosa está coronada por un grupo de grandes surcos de molienda, además de imágenes talladas de wallaby, huellas de emú y una cueva de ocupación—.
- Cuenca Red Hands, Parque nacional Montañas Azules, en las afueras de Glenbrook —con una gran colección de plantillas de manos—.
- Parque nacional Wollemi, al norte de las Montañas Azules —contiene muchos sitios aborígenes, especialmente en la Cueva Eagles Reach, descubierta por los senderistas en 1995—.